# Świątynia Szmaragdowego Buddy
Świątynia Szmaragdowego Buddy (język tajski: วัดพระแก้ว, Wat Phra Kaeo) – potoczna nazwa najświętszej w Tajlandii świątyni buddyjskiej, nazwa oficjalna to  วัดพระศรีรัตนศาสดาราม Wat Phra Sri Rattana Satsadaram. Znajduje się w historycznym centrum Bangkoku, w dzielnicy Phra Nakhon, na terenie Wielkiego Pałacu.

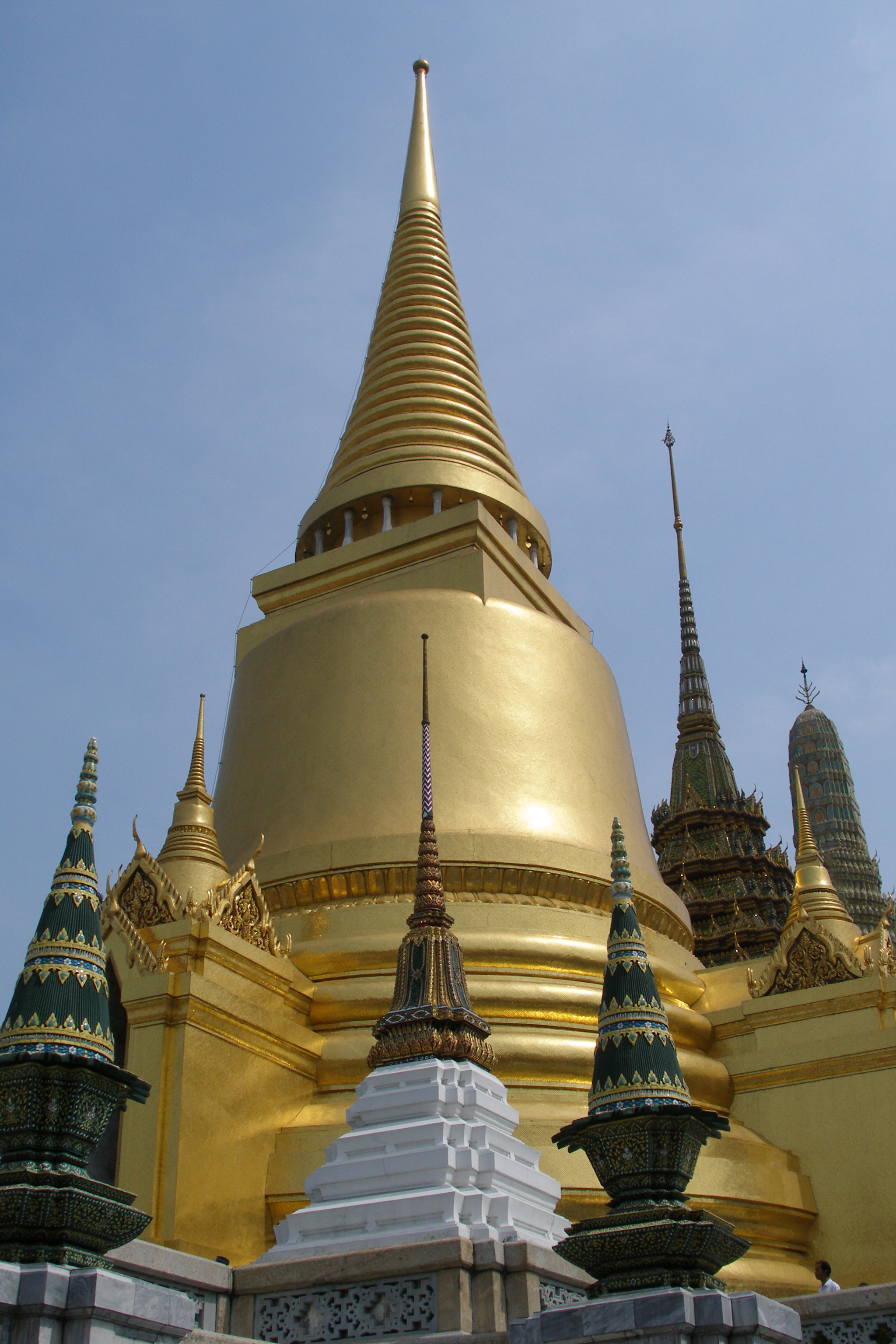
Złota czedi

Została wybudowana w 1782 r. Mieści wiele posągów Buddy ze złota, srebra i kamienia, nad wszystkim góruje szmaragdowy Budda na złotym cokole z baldachimem o pięciu parasolach oraz naturalnej wielkości Budda z lanego złota, ważący 75 kg, rzeźbiony i zdobiony drogimi kamieniami. Posadzka świątyni pokryta jest w całości płytkami ze srebra, ściany zaś interesującymi malowidłami, przedstawiającymi sceny z życia Buddy.